# Blood and Chocolate
Blood and Chocolate ist ein US-amerikanischer Horrorfilm von Katja von Garnier aus dem Jahr 2007. Das Drehbuch von Ehren Kruger und Christopher B. Landon beruht auf dem Roman Blood and Chocolate von Annette Curtis Klause aus dem Jahr 1997. Der deutsche Untertitel des Filmes lautet Die Nacht der Werwölfe und wurde bei der TV-Ausstrahlung von ProSieben in Anlehnung an die populären Twilight-Romane von Stephenie Meyer in den Untertitel Bis(s) zum Vollmond umgewandelt.

## Handlung
Die Waise Vivian wächst bei ihrer Tante Astrid in Bukarest auf und jobbt in einem Schokoladenladen. Vivians Eltern wurden zehn Jahre zuvor in den Rocky Mountains getötet. Vivian und ihre Tante gehören einer Gruppe der Werwölfe an, mit deren Anführer Gabriel Astrid den Sohn Rafe hat. Vivian wurde dem Leitwerwolf, einem vermögenden Absinthproduzenten, als seine künftige Partnerin versprochen.
Der amerikanische Comiczeichner Aiden kommt nach Bukarest, um die örtlichen Legenden zu erforschen. Er lernt Vivian kennen und verliebt sich in sie. Die Treffen des Paares werden von Rafe beobachtet, der darüber Gabriel berichtet. Gabriel weist Rafe an, Aiden aus der Stadt zu vertreiben oder zu töten.
Rafe kämpft gegen den Amerikaner und versucht ihn zu töten, er wird jedoch von diesem mit einem silbernen Gegenstand getötet. Aiden wird von einem anderen Werwolf entführt und gezwungen, an einem Ritual teilzunehmen, bei dem die Werwölfe einen Menschen jagen, der weiter leben darf, wenn er einen Fluss im Jagdgebiet überquert. Aiden wehrt sich gegen die Werwölfe mit einem Messer aus Silber und erreicht den Fluss. Gabriel will – gegen die Regeln – Aiden hinter dem Fluss angreifen, aber Vivian kämpft gegen ihren Anführer.
Gabriel will in einem Zweikampf Vivian jagen. Am Ende wird Gabriel von Vivian getötet. In einem Gespräch darüber, ob Vivian das Rudel übernehmen sollte, meint Aiden, sie könnten auch einfach nach Paris fahren. Anschließend fahren sie gemeinsam durch den Arcul de Triumf.

## Kritiken
Peter Debruge schrieb in der Zeitschrift Variety vom 29. Januar 2007, der Film passe die klassischen Werwolflegenden – die dabei „kastriert“ würden – für seine Bedürfnisse an. Die erotischen Metapher der Romanvorlage seien durch die Fehde zwischen den Menschen und den Werwölfen im „dämlichen Underworld-Stil“ ersetzt. Der Film sei „vergleichsweise lahm“. Das Ende „im Hollywood-Stil“ unterscheide sich vom Ende in der Romanvorlage, in der Vivian einen Werwolf heirate.
Lael Loewenstein schrieb in der Los Angeles Times vom 29. Januar 2007, der Film sei „unbarmherzig doof“ („relentlessly silly“). Die „hölzerne“ Wirkungsart von Bruckner bewirke, dass der Zuschauer sich frage, was Aiden an ihr attraktiv finde. Der Kritiker spottete, in ganz Rumänien gebe es nicht genügend Absinth, um den von der Darstellung von Martinez hinterlassenen Geschmack zu neutralisieren.
Das Lexikon des internationalen Films urteilt: „Sanfter Horrorfilm, der das klassische Genre mit einer Romanze verbindet. [...] Solide Darstellung mit beachtlichen Darstellern.“

## Hintergrund
Das Recht der Verfilmung der Romanvorlage wurde von dem Unternehmen Metro-Goldwyn-Mayer im Jahr 1997 erworben. Daraufhin wurden einige Regisseure engagiert – zuerst Larry Williams, der im Jahr 1999 starb. Ihm folgten Po-Chih Leong, Sanji Senaka, Rupert Wainwright (der sich für ein anderes Projekt entschied) und 2005 schließlich von Katja von Garnier.
Der Film wurde für 25 Millionen US-Dollar in Rumänien gedreht. Er spielte in den Kinos der USA etwa 3,5 Millionen US-Dollar ein.